# Grupa Operacyjna „Teplice”
Grupa Operacyjna „Teplice” – wydzielona formacja armii czechosłowackiej, przeznaczona do zwalczania oddziałów Ukraińskiej Powstańczej Armii.
Została utworzona 22 czerwca 1946, w miejsce dotychczas istniejącej GO „Ocel”.

## Organizacja
We wrześniu 1946 przeprowadzono jej reorganizację, zmniejszając jej skład z 14 do 9 batalionów, w sile 4000 żołnierzy. 30 kwietnia 1947 grupa została  ponownie zreorganizowana - w jej skład weszły cztery „bataliony pościgowe”: „Lew”, „Rys”, „Tyger” (utworzony ze szkoły oficerów rezerwy) i „Orel” (z elewów szkoły podoficerskiej), samodzielne kompanie „Peter” i „Sokol”, oraz kompania łączności „Mikulaš” i eskadry lotnicze „Oblak” i „Lipa”.
1 maja 1947 do GO „Teplice” włączono dziewięć  podległych Ministerstwu Bezpieczeństwa Publicznego kompanii piechoty, dwa kombinowane bataliony z 14 i 32 pp i 2 batalion 20 pp. 
20 maja 1947 dołączono z 10 Dywizji Piechoty: kombinowaną kompanię moździerzy, trzy baterie artylerii, kompanię kobiecą, kompanię batalionu łączności, kompanię techniczną, kompanię przeciwpancerną, kompanię pomocniczą pułku zapasowego oraz batalion zmotoryzowany 4 DP. Dwa dni później włączono:kompanię piechoty z Ceskich Budejowic, batalion szkolny z Milovic i pododdział Szkoły Oficerów Rezerwy. 20 czerwca zorganizowano i włączono do GO samodzielny pułk Wojsk Ochrony Pogranicza „Slovensko” (dowódca - mjr. Mirosław Duda). W jego skład wchodziły bataliony zbiorcze: „Javor”, „Osika”, „Dub”, „Jasan”, oraz eskadra lotnicza „Kobra”.

## Dowódcy
- płk Jan Heřman (od 22 czerwca 1946)
- płk Jozef Tlach (do 30 kwietnia 1947)
- płk Vit Ondrášek (do 22 lipca 1947)
- gen. mjr Emil Perko

## Współpraca z Wojskiem Polskim
W końcu kwietnia 1947 polski Sztab Generalny, za pośrednictwem Ministerstwa Spraw Zagranicznych, wystosował szyfrogram adresowany do ministra obrony narodowej Republiki Czechosłowackiej Ludwika Svobody, z propozycją nawiązania współpracy przeciw ukraińskiemu podziemiu zbrojnemu.
Pierwsze spotkanie delegatów polskich z GO „Wisła” i czechosłowackich odbyło się na granicy 26 kwietnia 1947 i dotyczyło wymiany oficerów łącznikowych oraz nawiązania łączności.
28 czerwca 1947 zebrała się w Koszycach mieszana komisja, która opracowała wytyczne do organizacji współdziałania oddziałów obu stron. W spotkaniu ze strony polskiej uczestniczyło dowództwo GO „Wisła” (gen. bryg. Stefan Mossor, płk Grzegorz Korczyński, płk Juliusz Hübner, płk Bolesław Sidziński, płk Michał Chiliński), a ze strony czechosłowackiej dowództwo IV Okręgu Wojskowego i GO „Teplice” (gen. bryg. Emil Perko, płk Bohumĭr Lomský, płk Vit Ondràšek, ppłk Jozef Zavřel, mjr Jan Cesářik). Komisja sprecyzowała zasady utrzymywania łączności oraz opracowała podstawy współdziałania bojowego.
Czechosłowaccy oficerowie łącznikowi z radiostacjami zostali skierowani do Podgrupy Operacyjnej „Sanok” w Sanoku i do sztabu  6 DP w Krościenku, a polscy do sztabu GO „Teplice” w Humennem oraz do grupy płk. Noszczaka w Podolińcu. Głównymi oficerami łącznikowymi zostali ppłk Zavřel w Sanoku i mjr Orlik w Humenne.